# Právo útoku (sportovní šerm)
Právo útoku (též konvence) je soubor pravidel sportovního šermu souvisejících s udělováním bodů po zásazích v šermu tzv. konvenčními zbraněmi, šavlí a fleretem při současných zásazích (na aparátu se rozsvítí barevná/bílá světla pro obě šermující strany). V kordu se tato pravidla neuplatňují.
Po zastavení souboje zásahem rozhodčí posoudí proběhlou akci a podle ní přidělí bod jednomu, či druhému šermíři. V konvenčních zbraních není možné, aby bod získali oba šermíři.

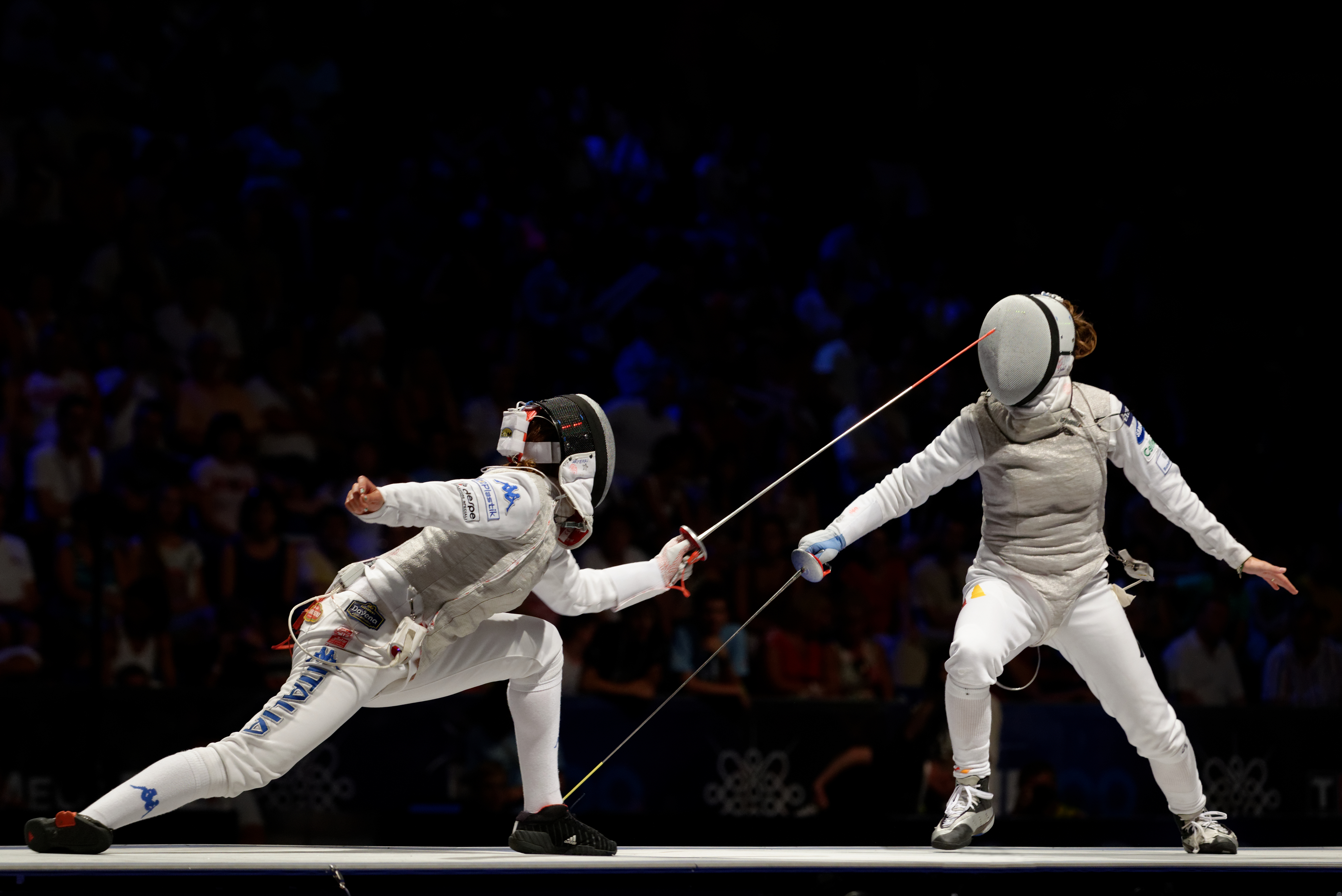
Šerm fleretem, jednou z tzv. konvenčních zbraní

## Útočné akce
- útok – Pokus o zasažení soupeře, pokud soupeř neútočí. K útoku dochází, pokud šermíř ohrožuje platný povrch soupeře postupným natahováním ruky a pohybem vpřed. V takovém případě má právo útočící šermíř.[1][2]
- Riposta (odveta) – Pokus o zasažení soupeře po úspěšném krytu. V takovém případě bránící (kryjící) šermíř získává právo a jeho případný zásah je platný.[1][2]
  - Kontrariposta (protiodveta) – pokus o zasažení soupeře po úspěšném krytu kryjícím ripostu či jinou kontraripostu. Při vysvětlování akcí rozhodčím nemusí být hlášeny předchozí (kontra-)riposty, pokud nebyly rozrušeny jinou akcí.
- Protiútok – pokus o zasažení soupeře, pokud útočí. V takovém případě při současném zásahu má právo útoku ten z šermířů, který začal útočit jako první.
- opakovaný útok, prodloužení útoku, obnovení útoku
  - opakovaný útok (redouble): jedná se o pokus znovu zaútočit po předchozím nevydařeném (zmařeném, minutém) útoku
  - prodloužení útoku (rimesa) je pokus zasáhnout přímo následující po předchozím nevydařeném útoku bez pokrčení ruky
  - obnovení útoku (repríza) je nový útok, který je uskutečněn okamžitě po předchozím nevydařeném po návratu do střehové pozice.

## Obranné akce
- kryt – jedná se o obrannou akci, kdy šermíř svou čepelí se snaží "odstrčit" zbraň druhého šermíře tak, aby nesměřovala na jeho platný povrch. Je prováděna až jako reakce na soupeřův útok.

## Ostatní akce
- linka – jedná se o speciální akci, která vznikne natažením ruky a zbraně do jedné linie. Aby se u šavle jednalo o linku v případě vyhodnocení situace, musí být zásah dán bodem (špičkou čepele).
- příprava k útoku – situace, která se může tvářit jako útok, ale daný šermíř provedením této akce nezíská právo.
- batuta (útok přes čepel) – jedna z akcí vyhodnocená jako příprava na útok, kdy místo přímého útoku na platný povrch šermíř nejprve odrazí soupeřovu čepel mimo cestu.

## Přidělování práva útoku
Při provedení útoku je právo přiděleno útočícímu šermíři. Právo je mu odebráno při nevydařeném útoku (čepel, resp. špička se nezastaví o tělo soupeře a nedojde k registraci zásahu aparátem), ovšem není automaticky přiděleno soupeři. Ten si ho musí převzít buď krytem (odvetou), nebo protiútokem.
Pokud je linka postavena před probíhajícím útokem a útočící šermíř na ni nereaguje, získává šermíř stavějící linku právo.
V případě, že by útoky obou šermířů proběhly současně, je to vyhodnoceno jako "současná akce" a souboj se zastavuje bez přidělování bodů.